# チェレンコフ望遠鏡アレイ
チェレンコフ望遠鏡アレイ（Cherenkov Telescope Array、CTA）は宇宙から飛来する超高エネルギーガンマ線を観測するためのMAGIC望遠鏡に続く国際天文台計画である。20 ギガ電子ボルト（GeV）から 300 テラ電子ボルト（TeV）の広いエネルギー帯域を口径の異なる多数の解像型大気チェレンコフ望遠鏡で観測する
。

## 概要
3 - 10平方キロメートルの範囲に約100台の解像型大気チェレンコフ望遠鏡を配置した大規模天文台を、南半球と北半球に建設する計画である。
現在の望遠鏡と比較して、感度を10倍に向上、検出エネルギー領域を20 GeV - 100 TeVまで拡大することを目標としている。
計画では、2015年までにプロトタイプ望遠鏡の開発および建設を行った上で、2016年から建設を開始、2017年頃に部分的な観測開始を開始し、2021年にフル観測体制へ移行する予定となっている。

### 北半球サイト
北半球サイトはカナリア諸島のラ・パルマ島にあるロケ・デ・ロス・ムチャーチョス天文台に設けられる。CTAアレイは19基の望遠鏡で構成され、LST4基、MST15基が設置される。20 GeV - 20 TeVまでの領域を中心とした観測が計画されている。

### 南半球サイト
南半球サイトはチリのアタカマ砂漠にあるヨーロッパ南天天文台パラナル天文台の南東に隣接して設けられる。CTAアレイは99基の望遠鏡で構成され、LST4基、MST25基、SST70基が設置される。20 GeV - 300 TeVまでの全領域の観測が計画されている。

## 望遠鏡
- 大口径望遠鏡（LST）
- 中口径望遠鏡（MST）
- 小口径望遠鏡（SST）